# Chevaliers et croisés du Rouergue
L'armorial des chevaliers et croisés du Rouergue figurant aux Salles des Croisades du château de Versailles est ici présenté.

## Croisés figurant dans les Salles des Croisades du château de Versailles

### Première salle
1153
- Bertrand de Blanquefort, grand-maître de l'ordre du Temple. Guyenne.

1190.
- Guillaume d'Estaing.

### Deuxième salle
1144
- Eustache de Montboissier. Auvergne, Rouergue.

1247.
- Guillaume de Sonnac, grand-maître de l'ordre du Temple. Rouergue.

### Troisième salle
1248
- Hugues de Fontanges.
- Guillaume de Balaguier.
- Motet et Raoul de La Panouse.
- Bernard de Levezou.
- Bernard de Cassagnes.
- Pierre d'Izarn.
- Thibaut de Solages.
- Pierre de Mostuéjouls.
- Arnaud et Déodat de Caylus
- Dalmas de Vezins.
- Hugues et Girard de Curières
- Rostain de Bessuéjouls.

### Quatrième salle
1248
- Dieudonné d'Albignac.
- Audoin de Lestranges.

1270
- Gui de Sévérac.

### Cinquième salle
1096
- Raoul et Guy d'Escorailles.
- Le seigneur de Cardaillac.
- Guillaume de Castelnau.

1218
- Henri, comte de Rodez et de Carlat.

1252
- Raymond III de Roquefeuil.

1346
- Dieudonné de Gozon, grand maître de l'ordre de Saint-Jean de Jérusalem.

1437
- Jean de Lastic, grand maître de l'ordre de Saint-Jean de Jérusalem

1557
- Jean de Valette, grand maître de l'ordre de Saint-Jean de Jérusalem.

## Chevaliers illustres
1214
- Claude de Polier.

1346
- Dieudonné de Gozon, Grand-maître de l'ordre de Saint-Jean de Jérusalem. Exterminateur d'un monstre qui désolait l'île de Rhodes.

1557
- Jean de Valette, grand maître de l'ordre de Saint-Jean de Jérusalem.